# Forêt de Breteuil et Forêt de Conches
La forêt de Breteuil et la forêt de Conches  est un massif forestier français de 17 572,21 hectares situé dans le département de l'Eure en région Normandie.
Cette forêt prospère sur les formations superficielles de sables et d'argiles tertiaires typiques du pays d'Ouche, sur un plateau de 160 m d'altitude environ dominant les vallées de l'Iton (au sud et à l'est) et de la Risle (au nord et à l'ouest). Elle est ponctuée de quelques mares d'une grande richesse écologique (présence de Ludwigia palustris, de Luronium natans). Elle s'étend sur les communes des Baux-de-Breteuil, Beaubray, Breteuil, Le Chesne, Conches-en-Ouche, Le Fidelaire, Francheville, Nagel-Séez-Mesnil, Sainte-Marguerite-de-l'Autel et Sainte-Marthe.